# Tomický tunel I
Tomický tunel I je železniční tunel na katastrálním území Bystřice na úseku železniční trati Praha – České Budějovice mezi zastávkami Tomice a Bystřice u Benešova v km 124,690–125,014.

## Historie
V období srpen 2009 až prosinec 2013 byla provedena modernizace železniční trati v úseku Votice – Benešov u Prahy. Modernizace byla provedena v rámci optimalizace Čtvrtého tranzitního koridoru. V rámci projektu byla postavena místo jednokolejné trati dvoukolejná a byla zvýšena rychlost až do 160 km/h. Součásti stavby byly rozsáhlé přeložky trati a dále např. výstavba tří nových železničních mostů, rekonstrukce a sanace 17 mostů, postavení dvou nových silničních mostů, pěti nových dvoukolejných tunelů atd.
Generální projektant SUDOP Praha a. s., dodavatelé Sdružení VoBen, Eurovia CS, Subterra a. s., Viamont DSP, a. s. Ražba Tomického tunelu I byla zahájena 20. října 2010 firmou Subterra. Zprovoznění tunelů bylo provedeno v srpnu 2012.

## Geologie
Ražba probíhala ve zvětralých a tektonicky porušených rulách. Střídání poloh granitu, biotitických rul a grafitických břidlic o různém stupni zvětrání i tektonického porušení bylo charakteristické pro celou ražbu tunelu. Výška nadloží se pohybovala od 6 m do 15 m. Tunel leží v nadmořské výšce 410 m a je dlouhý 324 m.

## Popis
Dvoukolejný tunel byl postaven ve směrovém oblouku o poloměru 1282 m a sklonu 10 ‰ pro železniční trať Praha – České Budějovice mezi zastávkami Tomice a Bystřice u Benešova v roce 2010. Z celkové délky 324 m byla ražena část dlouhá 216 m metodou NRTM, u portálů byl tunel stavěn v hlubokých zářezech o délce 60 a 48 m. Primární ostění tvořil stříkaný beton s výztuží z ocelových příhradových rámů, výztužné sítě, lepené kotva a hydraulicky upínané svorníky. Sekundární ostění v ražené části je z monolitického železobetonu o tloušťce 350 mm. Tloušťka ostění v hloubené části tunelu ve vrcholu klenby je 600 mm a směrem k opěří se zvětšuje.